# Laje Esporte Clube
Laje Esporte Clube é uma agremiação esportiva do Laje do Muriaé, Rio de Janeiro. A equipe disputou o Campeonato Fluminense de Futebol no ano de 1944. Com a fusão dos Estados da Guanabara e do Rio de Janeiro, a equipe não se filiou a Ferj e desde então encontra-se afastada do futebol profissional.

## História
O clube é resultado da fusão do Fluminense Futebol Clube e a Associação Atlética Lajense que já existiam desde 1919.

## Rivalidades

### Venancense vs  Laje EC
A rivalidade entre Esporte Clube Venancense e Laje Esporte Clube é considerada a primeira de Itaperuna. Por serem de localidades próximas, e suas cidades terem sido fundadas pela mesma família (Laje do Muriaé por José Garcia Pereira, e Comendador Venâncio por Venâncio José Garcia.) logo criou-se uma rivalidade entre as duas equipes.